# Арбињи су Варан
Арбињи су Варан (фр. Arbigny-sous-Varennes) је насеље и општина у североисточној Француској у региону Шампања-Ардени, у департману Горња Марна која припада префектури Лангр.
По подацима из 2011. године у општини је живело 84 становника, а густина насељености је износила 8,54 становника/km². Општина се простире на површини од 9,84 km². Налази се на средњој надморској висини од 250 метара.

## Демографија
| 1962. | 1968. | 1975. | 1982. | 1990. | 1999. | 2011. |
| ----- | ----- | ----- | ----- | ----- | ----- | ----- |
| 119   | 153   | 126   | 122   | 121   | 99    | 84    |

График промене броја становника у току последњих година